# Tibullus
Albius Tibullus (k. 55 TCN – 19 TCN) là một Latin nhà thơ Latin và nhà văn của bi thương. Những tập thơ đầu tiên và thứ hai của ông còn tồn tại; nhiều văn bản khác được cho là của ông có nguồn gốc nghi vấn.
Người ta biết rất ít về cuộc đời của Tibullus. Chỉ có một vài tài liệu tham khảo cho ông bởi các nhà văn sau này và một Life ngắn của quyền lực đáng ngờ. Cả praenomen cũng như nơi sinh của ông đều không được biết đến, và tên nhẹ nhàng của ông đã bị nghi vấn. Địa vị của ông có lẽ là của một người La Mã Eques (vì vậy Life khẳng định), và ông được thừa hưởng một gia sản đáng kể. Giống như Virgil, Horace và Righttius, anh ta dường như đã mất hầu hết trong năm 41 trước Công nguyên trong các vụ tịch thu của Mark Antony và Octavian.
Scholar Francis Cairns xem Tibullus là "một nhà thơ giỏi nhưng không phải là một nhà thơ vĩ đại"; Dorothea Wender tương tự gọi ông là một nhà thơ nhỏ nhưng lập luận rằng có "ân sủng và đánh bóng và đối xứng" với tác phẩm của ông ta.

## Tiểu sử
Người bạn và người bảo trợ chính của Tibullus là Marcus Valerius Messalla Corvinus, bản thân ông là một nhà hùng biện và nhà thơ cũng như một chính khách và một chỉ huy. Messalla, như Gaius Maecenas, là trung tâm của một vòng tròn văn học ở Rome. Vòng tròn này không có mối quan hệ nào với tòa án, và tên của Augustus không được tìm thấy ở đâu trong các tác phẩm của Tibullus. Khoảng 30 trước Công nguyên, Messalla được Augustus phái đến Gaul để dập tắt sự gia tăng trong Aquitania và khôi phục trật tự trong nước, và Tibullus có thể đã ở trong võng mạc của mình. Vào một dịp sau đó, có lẽ vào năm 28 tuổi, anh ta sẽ đi cùng với người bạn của mình, người đã được phái đi truyền giáo ở phương Đông, nhưng anh ta bị bệnh và phải ở lại trong Corcyra. Tibullus không thích chiến tranh, và mặc dù cuộc sống của anh dường như bị chia rẽ giữa Rome và đất nước của anh, sở thích riêng của anh là hoàn toàn cho cuộc sống ở nông thôn.